# Pembroke Dock
Pembroke Dock (gallois : Doc Penfro) est une ville galloise du Pembrokeshire, située au nord de Pembroke. Originellement un petit village de pêcheurs connu sous le nom de Paterchurch, la ville s'agrandit considérablement à partir de 1814 à la suite de la construction d'un chantier naval royal. Pembroke Dock est la troisième ville la plus grande du Pembrokeshire, après Haverfordwest et Milford Haven.

## Histoire

### Seconde Guerre mondiale
En 1940, 3 Junkers allemands et 2 Messerschmitt Bf 109 bombardent le complexe pétrolier de Pembroke Dock. Un réservoir de 12 000 tonnes est touché et le feu s'étend à 11 autres réservoirs. L'incendie dure 18 jours et nécessite l'intervention de 600 hommes, dont cinq perdent la vie lors de l'explosion d'un des réservoirs.

## Chantier naval
Le 10 février 1816, les deux premiers navires du chantier sont lancés, les HMS Valorous et Ariadne, deux sixièmes rang de 20 canons qui sont ensuite convertis en 26 canons au Plymouth Dockyard. En 112 ans, cinq yachts royaux sont construits, ainsi que 263 vaisseaux destinés à la Royal Navy. Le dernier sorti du chantier est un pétrolier de la Royal Fleet Auxiliary, l'Oleander, le 26 avril 1922.